# Zlatko Bourek
Zlatko Bourek  (Požega, 4. rujna 1929. – Zagreb, 11. svibnja 2018.), hrvatski akademik, slikar, kipar, redatelj, glavni crtač, scenograf, kostimograf, karikaturist, lutkar, tvorac animiranih i igranih filmova, dobitnik Nazorove nagrade za životno djelo i akademik HAZU. Najpoznatiji kao scenograf crtanog filma Profesor Baltazar.

## Životopis
Bourek je rođen u židovskoj obitelji. 
Obitelj je podrijetlom iz Slovačke. Miroslav Krleža mu je razjasnio podrijetlo i značenje prezimena. Rekao mu je da prezime dolazi iz Slovačke i da se pisalo se Bourec, a ne Bourek. Bourec je naziv za kukca koji se začahuri u dudovom svilcu. Poslije je Zlatko doznao da su Boureki potekli iz Slovačke i da su bili svilari. Za razliku od nekih drugih hrvatskih umjetnika, nije javno jako isticao svoje židovstvo. Otac mu je bio urar i zlatar. Bili su vrlo bogata obitelj. Zlatko je imao dvije guvernante. Umro je prije Drugoga svjetskog rata. Mati, pokrštena, preudala se. Očuh mu je ubijen 1941. Ali nisu ga likvidirale ustaše, nego tzv. Mačekove straže. U zadnji čas morali su pobjeći od kuće. Došli su u situaciju da nisu imali ništa. S materom je pobjegao u partizane, gdje je bila u sanitetu, a Zlatko je bio kurir. Zlatkova kći Barbara Bourek je slikarica, koja je otišla u kostimografiju i na koncu radi u kazalištu i na filmu. Dobila je Zlatnu arenu za kostime u filmu Branka Ivande o Lei Deutsch. Zlatko je sebe svrstavao u vrstu umjetnosti iz prve polovice dvadesetog stoljeća, odnosno ekspresionizam koji je likvidirao Hitlera. Sebe je nazivao Osječaninom i tvrdio je da je švabofil jer "mi Osječani smo svi švabofili" jer su "odrasli na toj kulturi, glazbi i literaturi."
Kiparstvo i slikarstvo diplomirao je na Akademiji za primijenjenu umjetnost u Zagrebu 1955. godine. Likovni je umjetnik s velikim brojem samostalnih i skupnih izložbi, kao i brojnim scenografijama u kazalištu. Grafičkim radovima javlja se 1959., a od 1963. izlaže i slike koje nose sva obilježja njegova likovnog stvaranja okrenutog grotesknom humoru i nadrealističnom osjećaju povezanom s elementima folklora. Samostalno je izlagao u Duisburgu, New Yorku, Dubrovniku, Varaždinu, Osijeku i Zagrebu; skupne izložbe u zemlji bile su mu u sklopu: Zagrebačkog trijenala, Izložbe jugoslavenske grafike, Zagrebačke izložbe jugoslavenskog crteža, Vizualnih komunikacija, Nadrealizma i hrvatske likovne umjetnosti, Erotike u hrvatskom slikarstvu, crtežu i grafici, Salona u Rijeci; a u inozemstvu: u Aleksandriji, Veneciji, Budimpešti, Tokiju, Weisbadenu, Kubi, Rimu, Ateni, Solunu, Caracasu i St. Poeltenu. 
Od 1960. godine radi crtane filmove temeljene na vlastitim scenarijima. Kao redatelj i scenarist snimio je tri igrana filma. Kao scenograf i kostimograf debitirao je u Dramskom kazalištu Gavella. Od 1971. kao scenograf i kostimograf često radi u kazalištima SR Njemačke. Od 1988. je pak stalni član kazališta Hans Wurst Nachfaren u Berlinu, gdje je postavio četiri Čehovljeve jednočinke, Shakespearovu Ukroćenu goropadnicu i farsu Rigoletto. 
Godine 1977. u Dubrovniku režira lutkarsku farsu Orlando maleroso. Predstavom Hamlet u izvedbi kazališta ITD doživljava golem uspjeh i gostuje na najvećim svjetskim kazališnim festivalima. 
Karakteristično je njegovo nastojanje da isti skulptorski problem pokrene na filmu i u kazalištu. Još za vrijeme studija osniva, s grupom istomišljenika, Zagrebačku školu crtanog filma. Radeći izrazito figurativni teatar, bilo s glumcima, bilo doslovno s figurama/lutkama, Bourek otvara novo poglavlje modernog hrvatskog likovnog i kazališnog stvaranja. Njegova likovna i intelektualna mnogostranost uvijek u prvi plan stavlja kult zanata. On je umjetnik modernog sluha, stiže se baviti kazalištem, slikati, raditi skulpturu. 
Zaslužan za lutkarstvo u Hrvatskoj. Inaugurirao je sustav kazališta figura.
Od 20. svibnja 2010. godine redoviti je član Razreda za likovne umjetnosti Hrvatske akademije znanosti i umjetnosti

## Stvaralaštvo

### Režija
- Kovačev šegrt (1961.) animirani
- I videl sam daljine meglene i kalne (1964.) animirani
- Cirkus Rex (1965.) kratki igrani
- Bećarac (1966.) animirani
- Kapetan Arbanas Marko (1967.) animirani
- Školovanje (1970.) animirani
- Mačka (1971.) animirani
- Love story (1973.) animirani
- Farsa (1973.) animirani
- Farsa - Crvenkapica 2. dio (1974.) animirani
- Ručak (1979.) animirani
- Mister Ventriloquist (1980.) kratki igrani
- Most na Orljavi (2002.) animirani

### Scenarij
- Kovačev šegrt (1961.) animirani
- I videl sam daljine meglene i kalne (1964.) animirani
- Bećarac (1966.) animirani
- Kapetan Arbanas Marko (1967.) animirani
- Školovanje (1970.) animirani
- Mačka (1971.) animirani

### Scenografija
- Nestašni robot (1956.) animirani
- Cowboy Jimmy (1957.) animirani
- Veliki strah (1958.) animirani
- Happy end (1958.) animirani
- Nocturno (film Nikole Kostelca) (1958.) animirani
- Zmaj (1959.) animirani
- Kod fotografa (1959.) animirani
- Inspektor se vratio kući (1959.) animirani
- Jaje (film Vatroslava Mimice) (1959.) animirani
- Ludo srce (1959.) animirani
- Djevojka za sve (1959.) animirani
- Krađa dragulja (1959.) animirani
- Proljetni zvuci (1960.) animirani
- Bumerang (1960.) animirani
- Dječak i lopta (1960.) animirani
- Kovačev šegrt (1961.) animirani
- Krotitelj divljih konja (1966.) animirani
- Kapetan Arbanas Marko (1967.) animirani
- Vjetrovita priča (1968.) animirani
- Leteći Fabijan (1968.) animirani
- O mišu i satovima (1969.) animirani
- Hanibalove Alpe (1969.) animirani
- Rođendanska priča (1969.) animirani
- Zvjezdani kvartet (1969.) animirani
- Viktorov jajomat (1969.) animirani
- Sreća u dvoje (1969.) animirani
- Martin na vrhu (1969.) animirani
- Horacijev uspon (1969.) animirani
- Tetke pletke (1969.) animirani
- Maestro Koko (1969.) animirani
- Školovanje (1970.) animirani
- Problem nespretnosti (1971.) animirani
- Duga profesora Baltazara (1971.) animirani
- Lutke bez kose (1971.) animirani
- Zvonko sa zvonika (1971.) animirani
- Alfred noćni čuvar (1971.) animirani
- Kamenita vrata (1992.) cjelovečernji igrani

## Nagrade i priznanja
- 1962.: Beograd, Kovačev šegrt – posebna nagrada za smiono koncipirane likove i scenografiju;
- 1965.: Beograd, I videl sam daljine meglene i kalne – 3. najbolji film festivala, druga nagrada za režiju, nagrada CIDALC, Nagrada grada Zagreba za film I videl sam daljine meglene i kalne (nastao prema Krležinim “Baladama Petrice Kerempuha”);[9]
- 1967.: Beograd, Bećarac – diploma;
- 1968.: Oberhausen, Kapetan Arbanas Marko – specijalna nagrada; Mamaia, Kapetan Arbanas Marko – specijalna diploma za najbolju grafiku;
- 1970.: Atlanta, Kapetan Arbanas Marko – srebrna medalja;
- 1972.: Beograd, Mačka – prva nagrada u kategoriji crtanog filma;
- 2005.: nagrada Vladimir Nazor Republike Hrvatske za životno djelo.